# لا گواردیا د خائن
لا گُوآردیا دِ خائن
(به اسپانیایی: La Guardia de Jaén) یکی از دهستان‌های استان خائن در کشور اسپانیا است. این شهر با مساحت ۳۸٫۴۳ کیلومتر مربع، ۴۵۵۱ تن جمعیت دارد.